# Drepanoctonus tibialis
Drepanoctonus tibialis là một loài tò vò trong họ Ichneumonidae.